# Operación Triunfo 2011
Operación Triunfo 2011 fue la octava edición del programa de televisión Operación Triunfo en España, asimismo fue la quinta y última edición emitida por Telecinco. Comenzó el 16 de enero de 2011 emitiéndose en horario estelar todos los domingos.
Telecinco adelantó el final del programa al 20 de febrero, cuando todavía quedaban 13 concursantes en la academia, por los bajos datos de audiencia registrados.

## Equipo

### Presentador
La presentadora de esta edición fue Pilar Rubio, que sustituyó a Jesús Vázquez al frente del concurso.

### Jurado de las galas

#### Jurado fijo
- Noemí Galera, directora de casting de Gestmusic Endemol y subdirectora de programas de entretenimiento de Endemol-España.
- Eva Perales, mánager musical y cazatalentos, así como organizadora de diversos festivales y eventos musicales, tanto en España como en el extranjero.

#### Jurado variable
- Fernando Argenta, periodista, músico, presentador de radio y televisión español, así como poseedor de un Premio Ondas y de la Medalla de Oro al Mérito en las Bellas Artes (Galas 0-2).
- Rafa Sánchez, cantante, vocalista y líder de La Unión (Galas 0 y 1).
- Jaime Terrón, cantante, vocalista y líder de Melocos (Gala 1).
- Àngel Llàcer, actor, director teatral, presentador de televisión y exprofesor y exdirector de la Academia de Operación Triunfo (Gala 2).
- José Antonio Abellán, periodista (Galas 3-5).
- Un cantante famoso consagrado a nivel nacional de España diferente por gala. (Rafa Sánchez, Jaime Terrón, Miguel Bosé, Natalia Jiménez, Sergio Dalma, Ana Torroja, etcétera)

### Equipo docente de la academia
- Nina Agustí, directora de la academia y profesora de "Método Pilates", "Las claves de nuestro oficio", "Medios de Comunicación", Tutorías y los ensayos de la gala.
- Daniel Anglés, subdirector de la Academia y entrenador vocal y escénico. Imparte las asignaturas de "Anatomía y funcionamiento de la voz" y "Ocio Dirigido", también las tutorías y los ensayos de la gala.
- Manu Guix, director musical. Se hace cargo de los arreglos musicales y de la adaptación de los temas.
- Marco da Silva, coreógrafo.
- Alfonso Vilallonga, entrenador musical. Imparte la asignatura de "Cultura Musical".
- Juanjo Amorín, entrenador en Comunicación en línea. Imparte la asignatura de "Marketing personal online".
- Maialen Araolaza, entrenador corporal y fisioterapeuta. Imparte las asignaturas de "Método Pilates" y las tutorías.
- Miquel Barcelona, entrenador corporal. Imparte la asignatura de "Movimiento".
- Arantxa Coca, entrenador emocional. Imparte la asignatura de "Desarrollo emocional en escena".[2]

## Concursantes
| N.º                                | Concursante                   | Edad | Residente                  | Información    |
| 01                                 | Nahuel Sachak                 | 19   | Alcalá de Chivert          | Ganador        |
| 02                                 | Álex Forriols                 | 26   | Valencia                   | Segundo        |
| 03                                 | Mario Jefferson               | 19   | Fuengirola                 | Tercero        |
| 04                                 | Alexandra Masangkay           | 19   | Barcelona                  | Cuarta         |
| 05                                 | Niccó (Raquel San Nicolás)    | 21   | Santa Cruz de Tenerife     | Quinta         |
| 06                                 | Josh Prada                    | 27   | Melilla                    | Sexto          |
| 07                                 | Roxio (Rocío Torralba)        | 21   | Galapagar                  | Séptima        |
| 08                                 | Naxxo (Nacho Ibáñez)          | 26   | Barcelona                  | Octavo         |
| 09                                 | Coraluna (Ana Isabel Mercado) | 21   | Santisteban del Puerto     | Novena         |
| 10                                 | Nirah (Núria Robles)          | 28   | San Felíu de Codinas       | Décima         |
| 11                                 | Juan Delgado                  | 24   | Barcelona                  | Undécimo       |
| 12                                 | Moneiba Hidalgo               | 28   | Santa Brígida              | Duodécima      |
| 13                                 | Geno Machado                  | 28   | Las Palmas de Gran Canaria | 5.ª expulsada  |
| 14                                 | Enrique Ramil                 | 26   | Ares                       | 4° expulsado   |
| 15                                 | Charlie Karlsen               | 17   | Santa Cruz de Tenerife     | 3.er expulsado |
| 16                                 | Silvia Román                  | 20   | Torredonjimeno             | 2.ª expulsada  |
| 17                                 | Sira Mayo (Sara Pérez)        | 19   | Güímar                     | 1.ª expulsada  |
| Aspirantes eliminados en la gala 0 |                               |      |                            |                |
| 18                                 | Alexxa (Sandra Rodríguez)     | 20   | Aguadulce                  | Eliminada      |
| 19                                 | Miguel Kocina                 | 26   | Gijón                      | Eliminado      |

## Estadísticas semanales
|           | Gala 0    | Gala 0   | Gala 1    | Gala 1    | Gala 2   | Gala 2    | Gala 3    | Gala 3    | Gala 4   | Gala Final | Gala Final    |  |
| --------- | --------- | -------- | --------- | --------- | -------- | --------- | --------- | --------- | -------- | ---------- | ------------- |  |
| Nahuel    | Entra     | Salvado  | Favorito  | Favorito  | Salvado  | Salvado   | Nominadoº | Nominadoº | Salvado  | Finalista  | Ganador       |  |
| Álex      | Entra     | Salvado  | Salvado   | Salvado   | Favorito | Favorito  | Salvado   | Salvado   | Salvado  | Finalista  | 2.ºFinalista  |  |
| Jefferson | Entra     | Salvado  | Salvado   | Salvado   | Nominado | Salvado   | Salvado   | Salvado   | Salvado  | Finalista  | 3.erFinalista |  |
| Alexandra | Entra     | Salvada  | Salvada   | Salvada   | Salvada  | Salvada   | Salvada   | Salvada   | Nominada | Finalista  | 4.ªFinalista  |  |
| Niccó     | Entra     | Salvada  | Salvada   | Salvada   | Nominada | Nominada  | Salvada   | Salvada   | Nominada | Finalista  | 5.ªFinalista  |  |
| Josh      | Entra     | Salvado  | Salvado   | Salvado   | Nominado | Nominado  | Salvado   | Salvado   | Favorito | Finalista  | 6.ºFinalista  |  |
| Roxio     | Entra     | Salvada  | Salvada   | Salvada   | Salvada  | Salvada   | Salvada   | Salvada   | Salvada  | Finalista  | 7.ªFinalista  |  |
| Naxxo     | Entra     | Salvado  | Salvado   | Salvado   | Salvado  | Salvado   | Favorito  | Favorito  | Salvado  | Finalista  | 8.ºFinalista  |  |
| Coraluna  | Entra     | Nominada | Nominada  | Nominada  | Salvada  | Salvada   | Nominada  | Nominada  | Nominada | Finalista  | 9.ªFinalista  |  |
| Nirah     | Entra     | Salvada  | Nominada  | Nominada  | Salvada  | Salvada   | Salvada   | Salvada   | Salvada  | Finalista  | 10.ªFinalista |  |
| Juan      | Entra     | Salvado  | Salvado   | Salvado   | Salvado  | Salvado   | Salvado   | Salvado   | Salvado  | Finalista  | 11.ºFinalista |  |
| Moneiba   | Entra     | Salvado  | Salvada   | Salvada   | Salvada  | Salvada   | Salvada   | Salvada   | Salvada  | Finalista  | 12.ªFinalista |  |
| Geno      |           | Entra    | Salvada   | Salvada   | Salvada  | Salvada   | Nominada  | Salvada   | Nominada | Expulsada  |               |  |
| Ramil     | Entra     | Salvado  | Salvado   | Salvado   | Salvado  | Salvado   | Nominado  | Expulsado |          |            |               |  |
| Charlie   | Entra     | Salvado  | Nominado  | Salvado   | Nominado | Expulsado |           |           |          |            |               |  |
| Silvia    | Entra     | Salvada  | Nominada  | Expulsada |          |           |           |           |          |            |               |  |
| Sira      | Entra     | Nominada | Expulsada |           |          |           |           |           |          |            |               |  |
| Alexxa    | Eliminada |          |           |           |          |           |           |           |          |            |               |  |
| Kocina    | Eliminado |          |           |           |          |           |           |           |          |            |               |  |

     El concursante no estaba en la Academia
     El concursante entra en la Academia por decisión del jurado
     El concursante entra en la Academia por decisión de los profesores
     El concursante entra en la Academia por decisión de los compañeros
     El concursante entra en la Academia vía televoto
     Aspirante eliminado de la Gala 0 vía televoto
     Exconcursante recibe una segunda oportunidad y regresa a la Academia
     Eliminado de la semana vía televoto
     Nominado de la semana
     Salvado por el público en la misma gala
     Propuesto para abandonar la academia pero salvado por los profesores
     Propuesto para abandonar la academia pero salvado por los compañeros
     Favorito de la semana vía internet
     Candidato a favorito de la semana vía internet
     Finalistas sin Single
     Finalistas con Single
     3.ºFinalista
     2.ºFinalista
     Ganador
- º El concursante fue candidato a favorito y nominado o expulsado esa semana.
- El concursante fue propuesto para abandonar la academia por los profesores.

#### Votaciones de los compañeros
|           | Gala 0    | Gala 1    | Gala 2    | Gala 3    | Gala 4    | Votos totales |
| --------- | --------- | --------- | --------- | --------- | --------- | ------------- |
| Nahuel    | Sira      | Coraluna  | Jefferson | Coraluna  | Coraluna  | 0*            |
| Álex      | Alexxa    | Coraluna  | Niccó     | Ramil     | Niccó     | 0*            |
| Jefferson | Alexxa    | Charlie   | Nominado  | Coraluna  | Niccó     | 5             |
| Alexandra | Sira      | Charlie   | Niccó     | Coraluna  | Niccó     | 0*            |
| Niccó     | Sira      | Charlie   | Nominada  | Coraluna  | Nominada  | 11            |
| Josh      | Kocina    | Coraluna  | Niccó     | Ramil     | Niccó     | 0*            |
| Roxio     | Sira      | Silvia    | Niccó     | Coraluna  | Niccó     | 0*            |
| Naxxo     | Kocina    | Coraluna  | Niccó     | Coraluna  | Coraluna  | 0*            |
| Coraluna  | Nominada  | Nominada  | Jefferson | Nominada  | Nominada  | 15            |
| Nirah     | Alexxa    | Coraluna  | Jefferson | Ramil     | Geno      | 0*            |
| Juan      | Kocina    | Coraluna  | Charlie   | Ramil     | Geno      | 0*            |
| Moneiba   | Sira      | Charlie   | Jefferson | Geno      | Coraluna  | 0*            |
| Geno      |           | Silvia    | Jefferson | Nominada  | Nominada  | 3             |
| Ramil     | Kocina    | Silvia    | Niccó     | Nominado  | Expulsado | 4             |
| Charlie   | Sira      | Nominado  | Nominado  | Expulsado |           | 5             |
| Silvia    | Sira      | Nominada  | Expulsada |           |           | 3             |
| Sira      | Nominada  | Expulsada |           |           |           | 7             |
| Alexxa    | Eliminada |           |           |           |           | 3             |
| Kocina    | Eliminado |           |           |           |           | 4             |

* El concursante tiene 0 votos porque nunca estuvo expuesto a la votación de los compañeros.
     Concursante favorito y que, en caso de empate, su voto desempata.
     Concursante nominado y salvado por el jurado
     Concursante nominado y salvado por los profesores.
     Concursante nominado y salvado por los votos de los compañeros.
     Concursante nominado
     Concursante expulsado.
     Abandono

## Galas

### Canciones cantadas
Las canciones cantadas en el concurso son versiones de los participantes de canciones originales de otros artistas.
| Español | 31 |
| Inglés  | 51 |

(*) No se toman en cuenta canciones cantadas dos veces. Si la canción original es en inglés, pero se cantó una versión en español, se toma como canción en español. En el caso de ser una canción en dos o más idiomas, se cuentan los dos o más idiomas.
| Artista original                | N.º de canciones cantadas* |
| ------------------------------- | -------------------------- |
| Europe                          | 2                          |
| Etta James                      | 1                          |
| Eliza Doolittle                 | 1                          |
| Fito y Fitipaldis               | 1                          |
| Zenttric                        | 1                          |
| Madonna                         | 1                          |
| Natalie Imbruglia               | 1                          |
| Maroon 5                        | 1                          |
| Ha*Ash                          | 1                          |
| Janis Joplin                    | 1                          |
| Whitesnake                      | 1                          |
| Juanes                          | 2                          |
| Fito Páez                       | 1                          |
| Luis Fonsi                      | 2                          |
| Michael Bublé                   | 2                          |
| Pastora Soler                   | 2                          |
| Thalía                          | 1                          |
| Alicia Keys                     | 2                          |
| KT Tunstall                     | 1                          |
| The Police                      | 1                          |
| Destiny's Child                 | 1                          |
| The Baseballs                   | 1                          |
| Manuel Carrasco                 | 1                          |
| Malú                            | 2                          |
| Marta Sánchez                   | 1                          |
| Nena Daconte                    | 1                          |
| Michael Jackson                 | 2                          |
| Siedah Garrett                  | 1                          |
| Paolo Nutini                    | 1                          |
| Beyoncé                         | 2                          |
| Robbie Williams                 | 1                          |
| The Beatles                     | 2                          |
| The Kinks                       | 1                          |
| Joan Jett                       | 1                          |
| Cee Lo Green                    | 1                          |
| James Brown                     | 1                          |
| Macaco                          | 1                          |
| Kalimba                         | 1                          |
| Alejandro Sanz                  | 1                          |
| Pixie Lott                      | 1                          |
| Scissor Sisters                 | 1                          |
| David Guetta                    | 1                          |
| Kelly Rowland                   | 1                          |
| Alejandro Lerner                | 1                          |
| Jimmy Soul                      | 1                          |
| Train                           | 1                          |
| Agnes                           | 1                          |
| Los Ronaldos                    | 1                          |
| Justin Bieber                   | 1                          |
| Ana Torroja                     | 1                          |
| Roy Orbison                     | 1                          |
| Christina Aguilera              | 1                          |
| Bruno Mars                      | 1                          |
| Los Piratas                     | 1                          |
| Lady Gaga                       | 1                          |
| ABBA                            | 1                          |
| Four Tops                       | 1                          |
| Amaral                          | 1                          |
| Manuel Alejandro                | 1                          |
| Ricky Martin                    | 1                          |
| Natalia Jiménez                 | 1                          |
| Kylie Minogue                   | 1                          |
| Creedence Clearwater Revival    | 1                          |
| Miguel de Molina                | 1                          |
| Antonio Carlos Jobim            | 1                          |
| Adam Lambert                    | 1                          |
| Rosana                          | 1                          |
| Black Eyed Peas                 | 1                          |
| Academia Operación Triunfo 2001 | 1                          |
| Olga Tañón                      | 1                          |
| Ana Belén                       | 1                          |
| Paulina Rubio                   | 1                          |
| Katy Perry                      | 1                          |
| Juan Luis Guerra                | 1                          |
| Natasha Bendingfield            | 1                          |
| Laura Pausini                   | 1                          |
| Elton John                      | 1                          |

(*) No se toman en cuenta canciones cantadas dos veces. Si la canción original es en inglés, pero se cantó una versión en español u otra versión, se toma como propia del cantante original. En caso de ser colaboraciones entre dos o más artistas, se le cuenta a cada artista una canción.

## Audiencias
| Fecha                 | Día     | Gala       | Estructura de la Gala                                                        | Espectadores | Share |
| --------------------- | ------- | ---------- | ---------------------------------------------------------------------------- | ------------ | ----- |
| 16 de enero de 2011   | Domingo | Gala 0     | Presentación, Entrada, Expulsión de Alexxa y Miguel Kocina, doble nominación | 2.778.000    | 17,3% |
| 23 de enero de 2011   | Domingo | Gala 1     | Expulsiones de Sira y Silvia                                                 | 2.180.000    | 13,7% |
| 30 de enero de 2011   | Domingo | Gala 2     | Expulsión de Charlie                                                         | 2.287.000    | 12,7% |
| 6 de febrero de 2011  | Domingo | Gala 3     | Expulsión de Ramil                                                           | 1.961.000    | 12,0% |
| 14 de febrero de 2011 | Lunes   | Gala 4     | Gala de San Valentín / Nominación Coraluna y Geno                            | 1.939.000    | 13,0% |
| 20 de febrero de 2011 | Domingo | Gala Final | Ganador: Nahuel ,2.º Finalista: Álex, 3.º Finalista: Jefferson               | 2.576.000    | 14,7% |

     Máximo de temporada en número de espectadores
     Mínimo de temporada en número de espectadores
http://www.formulatv.com/noticias/18398/telecinco-cancela-operacion-triunfo-gala-final/